# Ismaël Coulibaly
Ismaël Coulibaly (Bamako, 20 de noviembre de 1992) es un deportista maliense que compitió en taekwondo.
Ganó dos medallas en el Campeonato Mundial de Taekwondo en los años 2011 y 2015, y tres medallas en el Campeonato Africano de Taekwondo, entre los años 2014 y 2023. En los Juegos Panafricanos consiguió tres medallas entre los años 2011 y 2023.

## Palmarés internacional
| Campeonato Mundial  | Campeonato Mundial                | Campeonato Mundial | Campeonato Mundial |
| Año                 | Lugar                             | Medalla            | Categoría          |
| ------------------- | --------------------------------- | ------------------ | ------------------ |
| 2011                | Gyeongju (Corea del Sur)          | Medalla de bronce  | –74 kg             |
| 2015                | Cheliábinsk (Rusia)               | Medalla de bronce  | –74 kg             |
| Juegos Panafricanos |                                   |                    |                    |
| Año                 | Lugar                             | Medalla            | Categoría          |
| 2011                | Maputo (Mozambique)               | Medalla de bronce  | –74 kg             |
| 2015                | Brazzaville (República del Congo) | Medalla de oro     | –74 kg             |
| 2023                | Acra (Ghana)                      | Medalla de bronce  | –80 kg             |
| Campeonato Africano |                                   |                    |                    |
| Año                 | Lugar                             | Medalla            | Categoría          |
| 2014                | Túnez (Túnez)                     | Medalla de plata   | –74 kg             |
| 2016                | Puerto Saíd (Egipto)              | Medalla de oro     | –74 kg             |
| 2023                | Abiyán (Costa de Marfil)          | Medalla de bronce  | –80 kg             |